# Maruja Carrasco
María Andrea Carrasco de Salazar, más conocida como Maruja Carrasco, (Madrid, 4 de febrero de 1944-1 de agosto de 2018) fue una botánica y profesora universitaria española.

## Biografía
En 1967 se licenciaba en Ciencias Sección Biológicas, por la Universidad Complutense de Madrid. Hija de maestros, siempre mostró interés por la docencia y, a partir de ese momento, comienza su vinculación como profesora, ya que fue contratada como profesora de clases prácticas, mientras lo compatibilizaba con una beca en la Junta de Energía Nuclear. Al año siguiente, en 1968, decide marcharse a Estados Unidos, donde es contratada por la Universidad de Chicago durante dos años. A su vuelta a España, pasa a ser profesora ayudante de la Facultad de Ciencias Biológicas de la Universidad Complutense de Madrid. Ese mismo año comienza su tesis doctoral, dirigida por el doctor Francisco Bellot, con el tema «Contribución a la obra taxonómica de Carlos Pau». Finalmente, en 1979 consigue, por oposición, su plaza de profesora de universidad. Hasta 2004 fue profesora Titular de dicha Universidad.
Publicó más de 100 trabajos, después de más de 30 años dedicados a la botánica, y formó a múltiples investigadores como, por ejemplo, Gonzalo Nieto Feliner, Modesto Luceño, Luis Balaguer Núnez o Inés Álvarez Fernández. Además, ha dirigido las tesis doctorales de Ildefonso Barrera, Carmen Monge, Alejandro Romero y Carlos Martín Blanco.
Además, fue asesora de los volúmenes VII, X, XIV y XXI de Flora Iberica, proyecto que, hasta su fallecimiento, dirigió su gran amigo el Dr. Santiago Castroviejo.
En 1981 pasa a ser la Conservadora del Herbario de la Facultad de Biología (herbario MACB), colección que acababa de nacer apenas doce años antes, y que contaba con unos 3000 ejemplares. Cuando, en 2004, Maruja Carrasco dejó el herbario, este contaba con más de 100 000 pliegos.
Su interés y trabajo con los herbarios le llevó a ser socia fundadora de la Asociación de Herbarios Iberomacaronésicos (AHIM), con otros muchos investigadores, como María Dalila Espírito Santo, de Lisboa, Luis Villar, de Jaca (Huesca), o Mauricio Velayos, de Madrid. Además, entre 2000 y 2003 fue vicepresidenta de la AHIM.
En 2013 se le dedicó el volumen anual de la revista científica Botanica Complutensis, con un prólogo escrito por su amigo el Dr. Mauricio Velayos.

## Algunas publicaciones
- MARTÍN-BLANCO, C. J. & CARRASCO, M. A. 2005. Catálogo de la flora vascular de la provincia de Ciudad Real Catálogo de la flora vascular de la provincia de Ciudad Real. Monografías de la Asociación de Herbarios Ibero-Macaronésicos, 1. ISBN 84-609-4922-2.
- CARRASCO, M. A. 2007. Notas de flora hispánica, VI. Bot. Complut. 31: 97-98.
- CARRASCO, M. A. & PEREA, D. 2008. Plantas orientales de Edmond Boissier (1810-1885) en el Herbario del Real Colegio Alfonso XII de San Lorenzo de El Escorial, Madrid (España). Bot. Complut. 32: 149-155.
- SANTAMARÍA OLMEDO, C.; MARTÍN-BLANCO, C. J. & CARRASCO, M. A. 2008. Estudio florístico de cinco volcanes representativos de la región volcánica del Campo de Calatrava. Instituto Estudios Manchegos. 365 pág. Monografías. ISBN 84-87248-18-7.
- PEREA, D.; CARRASCO, M. A. & BLANCO, P. 2009. Colección botánica de Graells en el Real Colegio Alfonso XII de San Lorenzo de El Escorial. En E. Cervantes (Ed.), El Naturalista en su siglo: Homenaje a Mariano de la Paz Graells en el CC aniversario de su nacimiento. La Rioja, Inst. Estudios Riojanos, ISBN 978-84-96637-76-4. Dep. Legal: Z-2714-2009.
- QUINTANAR, A.; MARTÍN-BLANCO, C. J. & CARRASCO, M. A. 2009. El paisaje vegetal del Campo de Calatrava. En M. Costa, A. Pieren & J. L. Viejo (Eds.), Historia Natural de Puertollano y el Campo de Calatrava. Mem. Real Soc. Esp. Hist. Nat. Segunda época, 6: 35-54. ISBN 978-84-936677-3-3; ISSN 1132-0869.
- CARRASCO, M. A. & CRESPO, A. 2010. Nota necrológica. Santiago Castroviejo Bolíbar (Tirán-Moaña, Pontevedra 27-07- 1946 – Madrid, 30-09-2009). Bol. Real Soc. Esp. Hist. Nat. (Actas) 107: 21-32.
- CARRASCO, M. A. 2011. Notas de flora hispánica, VII. Bot. Complut. 35: 89-90.
- CARRASCO, M. A. & PEREA, D. 2012. Eduardo Carreño (Avilés, 13-10-1818 – París, 20-02-1841). Su herbario español recuperado. Bot. Complut. 36: 123-130.
- CARRASCO, M. A. & PEREA, D. 2014. Cistaceae de A. J. Cavanilles (1745-1804), recuperadas en el herbario del Real Colegio Alfonso XII (San Lorenzo de El Escorial, Madrid). Bot. Complut. 38: 155-160.

## Reconocimientos
Le ha sido dedicada la especie Salsola marujae Castrov. & M.Luceño in Anales Jard. Bot. Madrid 50(2): 260. 1992